# Año nuevo viejo
El Año Nuevo Viejo o Año Viejo Ortodoxo o Año Nuevo Ortodoxo o Año Nuevo Juliano, es una fiesta no oficial que se celebra en algunos países de tradición religiosa ortodoxa. La festividad celebra el inicio del año según el calendario juliano, que en los siglos XX y XXI corresponde al 14 de enero del calendario gregoriano y se empieza a celebrar la tarde del 13 de enero.

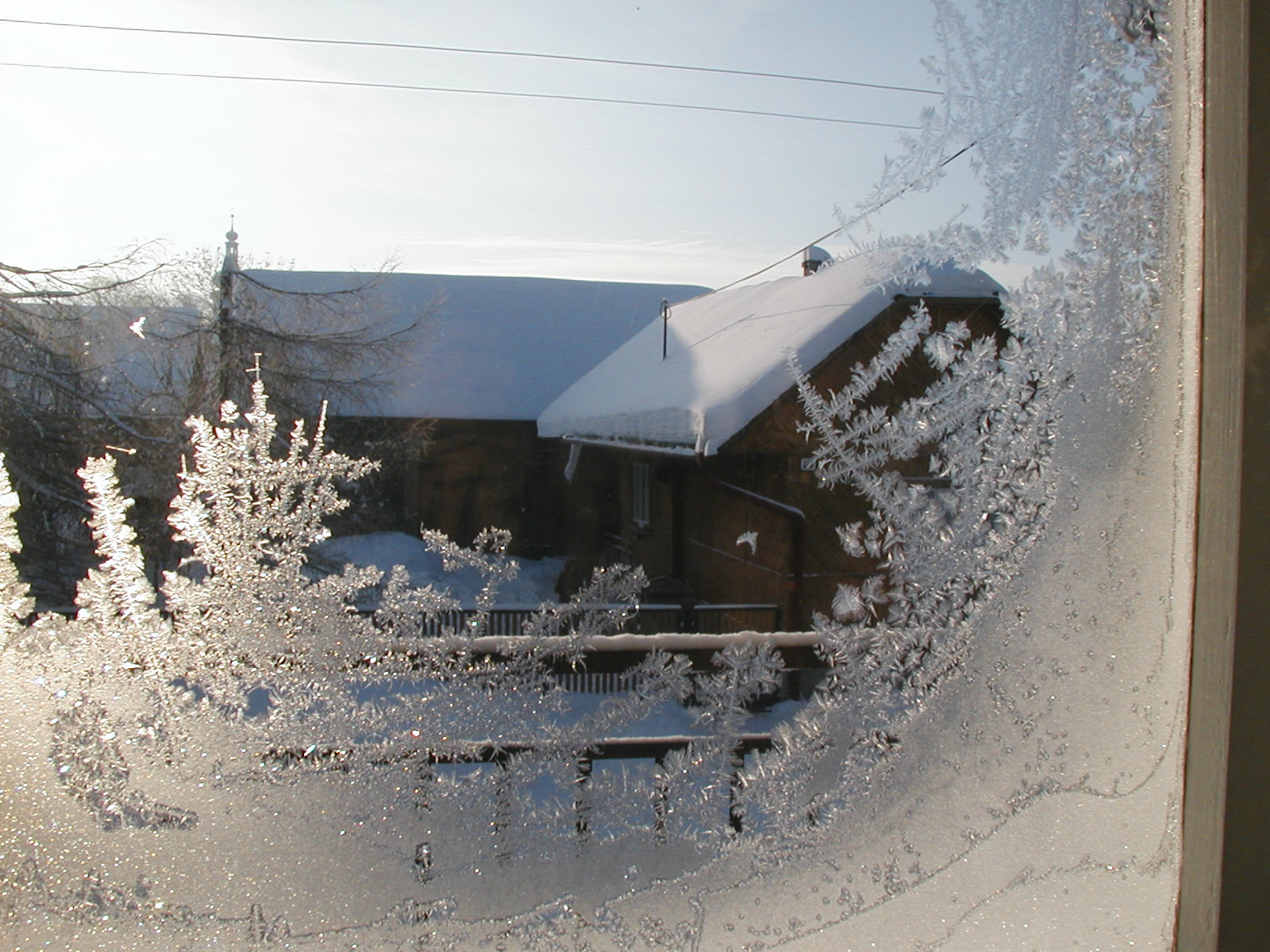
Una ventana nevada, estampa típica de Año Nuevo Viejo.

## En Rusia
Aunque la Rusia Soviética oficialmente adoptó el calendario gregoriano en 1918, la Iglesia ortodoxa rusa sigue usando el calendario juliano. A partir de entonces, el Año Nuevo es una festividad celebrada según ambos calendarios.
Al igual que en muchos países que usan el calendario gregoriano, el Año Nuevo en Rusia es una festividad oficial, celebrada el 1 de enero. Ese día se producen alegres entretenimientos, juegos pirotécnicos así como largas y elaboradas comidas.
El Año Nuevo según el calendario juliano sigue celebrándose y la tradición de celebrar la llegada de un nuevo año dos veces es disfrutada ampliamente.
Usualmente no es tan festivo como el «verdadero Año Nuevo», debido a que para algunos es una nostálgica festividad familiar terminando el ciclo de festividades de Año Nuevo.

## En otros países

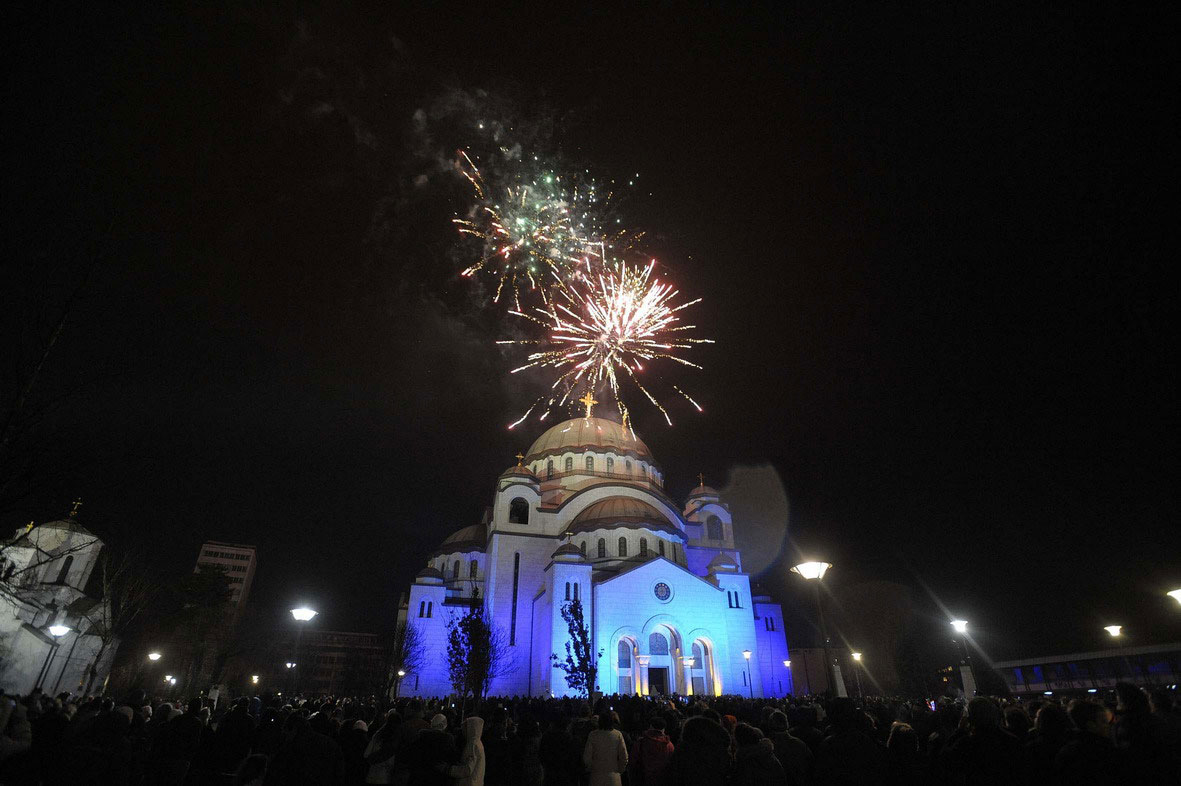
Templo de San Sava. Celebración de Año Nuevo Viejo en Belgrado, Serbia.

La tradición del Año Nuevo Viejo se ha seguido celebrando en Ucrania (Malanka), Bielorrusia, Georgia y los países integrantes de la antigua República Yugoslava, Bosnia y Herzegovina, Macedonia, Montenegro y Serbia, ya que la Iglesia ortodoxa serbia y la Iglesia ortodoxa macedonia continúan celebrando sus fiestas y vacaciones acordes con el calendario juliano.

## En el arte
La tradición del Año Nuevo Viejo ha sido mencionada en el arte ruso. En 1973, el dramaturgo Mijaíl Roschin escribió un drama-comedia titulado El Año Nuevo Viejo, representado en los escenarios teatrales durante varios años. También lo adaptó para cine en televisión, en el que actuaban actores famosos, siendo compuesta la música por Serguéi Nikitin, con las poéticas letras de Borís Pasternak. La película fue estrenada por los estudios Mosfilm en 1980.